# Naționalism civic
Naționalismul civic, cunoscut și ca naționalism liberal (a nu se confunda cu național-liberalismul) este o variantă a naționalismului ce se îmbină cu libertatea politică, progresismul, toleranța față de minorități (etnice, religioase, sexuale etc.), egalitatea, multiculturalismul și drepturile individuale.